# Limite Armstrong

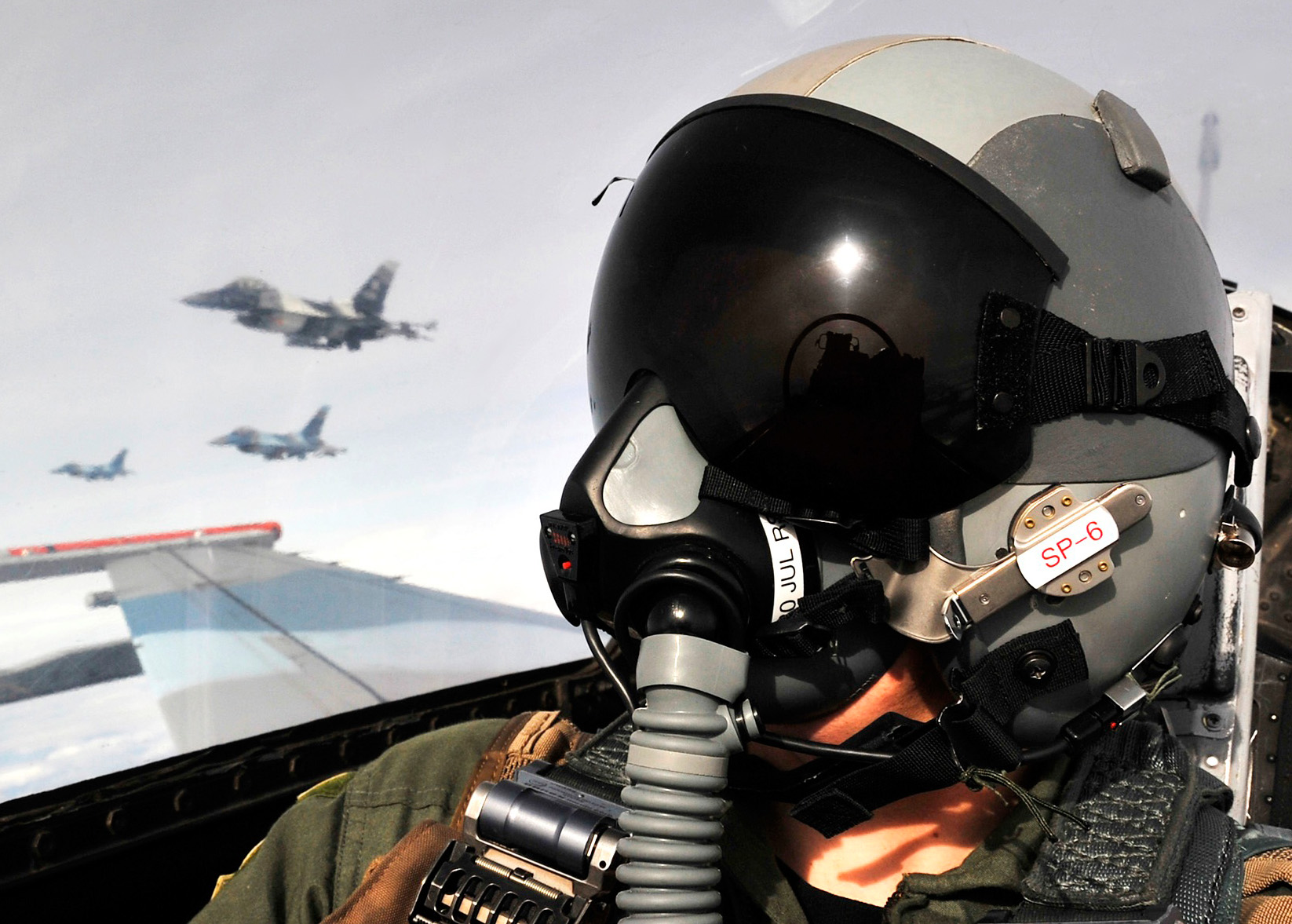
Un pilote de F-16.

La limite Armstrong est l'altitude à laquelle la pression atmosphérique a une valeur si basse (0,061 8 atmosphère) que l’eau bout à la température normale du corps humain, 37 °C. Cette limite porte le nom de Harry George Armstrong, fondateur de l'U.S. Air Force’s Department of Space Medicine en 1947 à Randolph Field, Texas. Armstrong est le premier à identifier ce phénomène qui arrive à une altitude à laquelle les humains ne peuvent survivre sans combinaison pressurisée. Cette altitude se situe entre 18 900 et 19 350 mètres.

## Effet sur les liquides corporels
Au-delà de la limite Armstrong, les liquides corporels exposés à l'air comme la salive, les larmes, les liquides humidifiant les poumons — mais pas le sang — bouilliront si une combinaison pressurisée n'est pas utilisée et quelle que soit la quantité d'oxygène fournie à la personne qui ne survivra pas plus de quelques minutes. Le rapport technique de la NASA Rapid (Explosive) Decompression Emergencies in Pressure-Suited Subjects, qui étudie les expositions accidentelles brèves d'humain au vide, décrit les effets d'une exposition à des pressions inférieures à celles associées à la limite Armstrong : « Le sujet a par la suite rapporté que […] son dernier souvenir conscient est celui de l’eau sur sa langue commençant à bouillir. »
À la température du corps humain, 37 °C, l'eau a une pression de vapeur saturante de 47 mmHg, ce qui signifie qu'à une pression ambiante de 47 mmHg l'eau bout à 37 °C. Les formules permettant de calculer la pression donnée à une altitude fournissent des résultats variés car la pression dépend de plusieurs paramètres, mais une valeur approximative donne comme altitude 63 100 pieds (19 232,88 m) pour obtenir une pression de 47 mmHg.

## Hypoxie au-dessous de la limite Armstrong

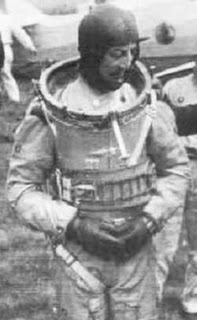
Un pilote de biplan de la fin des années 1930 portant une combinaison pressurisée pour éviter l'hypoxie.

La limite Armstrong ne marque pas l'altitude à laquelle il est nécessaire de porter une combinaison pressurisée. Une telle combinaison est nécessaire à partir d'une altitude de 15 000 m pour permettre à un pilote entraîné et expérimenté de piloter un avion en sécurité dans une cabine non pressurisée. La réaction physiologique immédiate au fait de respirer de l'oxygène à travers un masque dans un cockpit non pressurisé à une altitude supérieure 15 000 m est l'hypoxie qui peut provoquer la confusion et la perte de conscience. L'air est composé de 20,95 % d'oxygène. À 15 000 m, respirer de l’oxygène pur avec un masque revient à respirer la même pression partielle d’oxygène que respirer de l'air normal à 4 700 m.
Dans les avions militaires modernes comme le Su-57 ou le F-35 qui ont une altitude opérationnelle supérieure à 18 000 m, le pilote porte une combinaison pressurisée et une combinaison anti-G. En cas de dépressurisation de la cabine, le système se met à fournir de l’oxygène à une pression supérieure à la pression ambiante à travers le masque et gonfle la combinaison proportionnellement à la perte de pression ambiante.